# Eriopyga unicolora
Eriopyga unicolora là một loài bướm đêm trong họ Noctuidae.